# Santa Ana (wind)

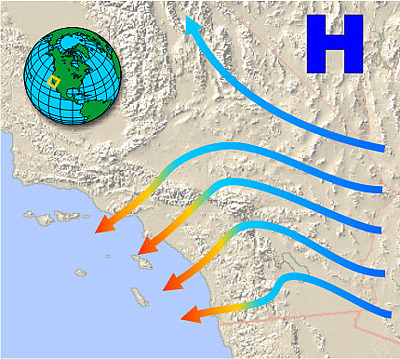
Santa Ana-winden

De Santa Ana-winden zijn sterke, extreem droge neerwaartse winden die waaien vanuit het binnenland naar de kust van Zuid-Californië en het noorden van Baja California.
De winden van Santa Ana staan bekend om de laagste relatieve vochtigheid van het jaar aan de kust van Zuid-Californië. In combinatie met de warme luchtmassa plus hoge windsnelheden ontstaan zo de kritieke omstandigheden voor regionale bosbranden. De Santa Ana-winden worden samen met de Diablo-winden uit Noord-Californië ook wel de “duivelswinden” genoemd, door hun invloed op de verspreiding van bosbranden.